# لئون اسپرلینگ
لئون اسپرلینگ (لهستانی: Leon Sperling؛ ۷ اوت ۱۹۰۰ – ۱۵ دسامبر ۱۹۴۱) بازیکن فوتبال اهل لهستان بود.
از باشگاه‌هایی که در آن بازی کرده‌است می‌توان به اشاره کرد.
وی همچنین در تیم ملی فوتبال لهستان بازی کرده‌است.